# José Gómez de Navia
José Gómez de Navia (San Ildefonso, 1757 - Madrid, après 1812) est un graveur et dessinateur espagnol, disciple de Manuel Salvador Carmona.

## Biographie
José Gómez de Navia est né à San Ildefonso, dans la province de Ségovie, à l'ouest de Madrid, en 1757.
Il est formé à l'Académie royale des beaux-arts de San Fernando, où il est le disciple de Manuel Salvador Carmona et obtient le prix de gravure en 1784,. Comme les autres élèves de Carmona, Gómez de Navia participe à la Colección de diferentes vistas del Escorial.
Il illustre plusieurs œuvres scientifiques publiées par l’Imprenta Real, comme Elementos de física teórica y experimental… añadiendo la descripción de las máquinas y modo de hacer los experimentos, du physicien français Joseph-Aignan Sigaud de Lafond, et Los diez libros de architectura de M. Vitrubio Polion, traduits par Joseph Ortiz y Sanz (es) et publiés en 1787, les Elementos físico-químicos de la (sic) análisis general de las aguas de Torbern Bergman (1794) ou encore les Nuevas indagaciones acerca de las fracturas de la rótula y de las enfermedades que con ella tienen relación, du médecin catalan Leonardo Galli (1795).
On trouve également sa signature dans des illustrations d'ouvrages édités par d'autres maisons d'éditions comme Ibarra ou Pantaleón Aznar. Il a notamment gravé une Vue de Tarragone (Vista de Tarragona) pour le tome XIII du Voyage en Espagne (Viage de España) d'Antonio Ponz. En 1789, il imprime deux plaques du livre de Casimiro Gómez Ortega, Florae hispanicae delectus (édité en 1791 par Plácido Barco López) en présence du roi Charles IV.
Il s'essaye à de nouvelles techniques de gravure et introduit en Espagne, avec Bartolomé Vázquez, la manière de crayon, qu'il emploie pour l'estampe Origen de la pintura, pour les vingt-quatre que constitue la Colección de cabezas de asuntos devotos sacadas de cuadros de pintores célebres, grabadas al estilo de lápiz (1795) et pour le portrait de Diego Hurtado de Mendoza d'après un dessin de José López Enguídanos, publié dans les Retratos de españoles ilustres (1791),,,,.
Son chef-d'œuvre est la Colección de diferentes vistas del Magnífico Templo y Real Monasterio de San Lorenzo de El Escorial, fábrica del católico y prudente Rey Felipe II, construido por los insignes arquitectos Juan Bautista de Toledo y Juan de Herrera su discípulo, qu'il a réalisée de sa propre initiative : lors d'une lettre datée d'octobre 1800, il informe à l'Académie que se trouvant dépourvu de travail mais conservant son désir de dessiner, il avait décidé de passer l'été à l'Escurial « dans le but de tirer plusieurs vues de ce Monastère pour interpréter, au moyen de la gravure, cette insigne merveille. » Il le justifie pour le faible nombre d'estampes de qualité sur le monastère depuis celles commandées à Pedro Perret par le roi Philippe II. L'Académie royale, du fait qu'il « était un artiste pauvre qui semblait n'avoir aucune autre ressource », lui a finalement accordé de le charger de la confection de dix-neuf vues en plus de la couverture gravée qu'il avait déjà présentée. Fin octobre, l'artiste montre ses dessins au roi, qui les apprécie tant qu'il lui en commande d'autres du Real Sitio de Aranjuez (es) et lui octroie une pension de 300 ducats annuels.
En octobre 1801, la chalcographie royale prend en charge la réalisation des gravures de Gómez de Navia, dont on a chargé l'exécution à Tomás López Enguídanos et Manuel Alegre (es), probablement parce que le graveur avait des problèmes de santé et de vision.
Le succès qu'ont eu ses vues de l'Escurial auprès des rois fut déterminant pour qu'on lui commande les dessins d'autres vues et perspectives des sites royaux et autres édifices représentatifs de Madrid, destinés à être gravés par Manuel Alegre, Esteban Boix et Alonso García Sanz, notamment. Les gravures d'après des dessins de Gómez de Navia, réunis dans la Colección de las mejores vistas y edificios más suntuosos de Madrid (1812, posthume), constitue la dernière œuvre connue de l'artiste.
José Gómez de Navia est mort à Madrid à une date inconnue, après 1812.

## Œuvre

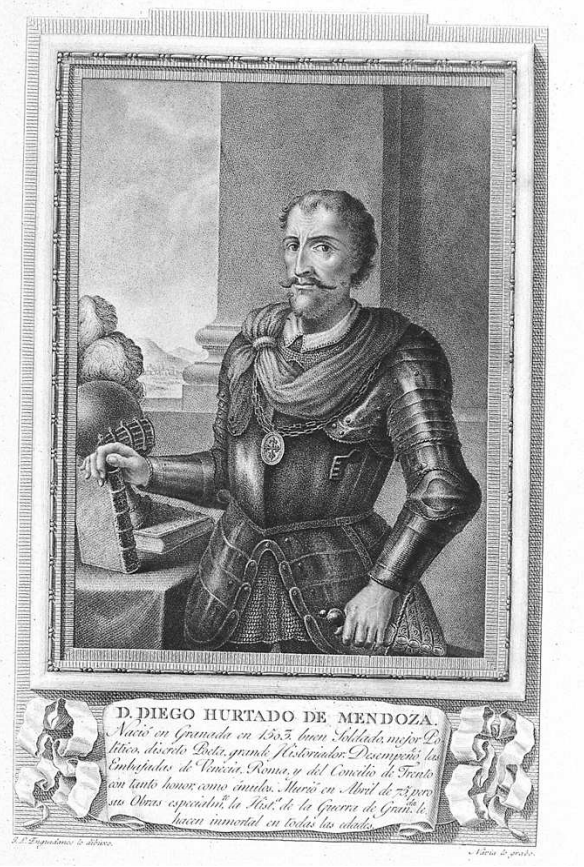
Retrato de Diego Hurtado de Mendoza (1791).

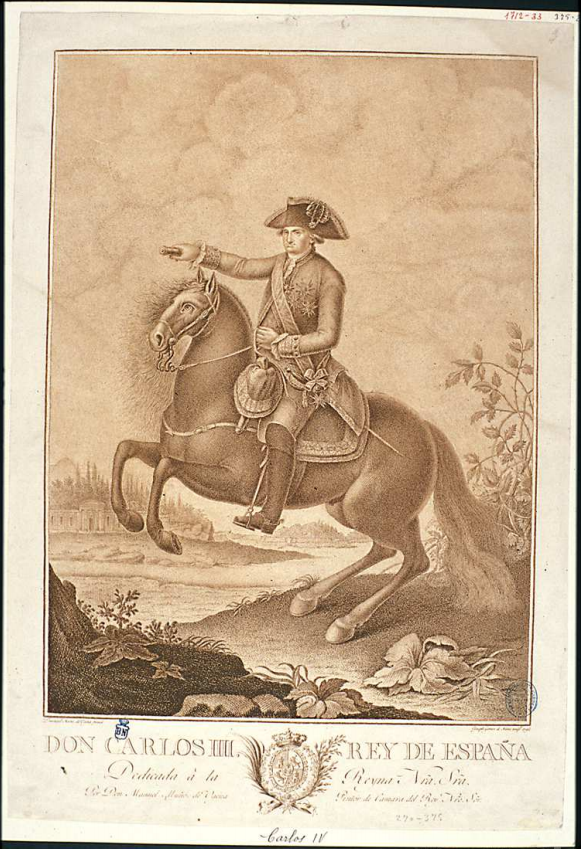
Retrato de Carlos IV.

José Gómez de Navia a principalement travaillé à l'eau-forte et au burin.
Plusieurs œuvres de José Gómez de Navia sont conservées au musée national d'art de Catalogne, au musée du Prado et à la chalcographie nationale,.
La bibliothèque nationale d'Espagne recense et conserve de nombreuses œuvres de Gómez de Navia, gravées ou dessinées pour d'autres graveurs. Celles qu'il a gravées, datées entre 1770 et 1808, sont les suivantes :
- Coleccion de cabezas de asuntos devotos sacadas de quadros de pintores celebres gravadas sic al estilo de lapiz (illustrations de livre, 1799)
- Retrato de Diego Hurtado de Mendoza, d'après José López Enguídanos[8]
- Retrato de Carlos IV
- Retrato de Ventura Moreno
- Colección de diferentes vistas del magnífico templo y real monasterio de San Lorenzo del Escorial (frontispice du livre, 1800, dans la chalcographie nationale[13])
- Santo Toribio de Mogrovejo, d'après José López Enguídanos
- San Antonio Abad (le saint de l'église San Antonio de la Florida de Madrid)
- San Geronimo doctor, d'après José López Enguídanos
- San Juan de Dios, d'après José López Enguídanos
- San Pedro de Alcántara, d'après José López Enguídanos
- Santa Teresa de Jesús, d'après José López Enguídanos
- San Roque, d'après Pedro Antonio Rubio
- Santa María Magdalena, d'après Charles le Brun
- Santa Isabel, d'après Maarten de Vos
- La ciudad de Tarragona vista desde el mar, d'après Pere Pau Muntanya (es)
- Vistas de Madrid
- Cristo de los ultrages de Valdetorres
- Cristo de la Salud
- Mater Salvatoris, d'après une œuvre de Léonard de Vinci qu'il a trouvée dans les collections royales
- Nuestra Señora de Valvanera
- Origen de la Pintura
- Plan de la ciudad de Palencia
- Dans l'ouvrage Los diez libros de architectura de M. Vitrubio Polion (1787), d'après des dessins de Joseph Ortiz y Sanz (es), auteur du livre :
  - Ladrillos y baldosas que usaron los antiguos
  - Planta del Templo amphipróstylos
  - Planta del Templo in antis doble largo que ancho
  - Planta del Templo perípteros
  - Planta del Templo próstylos
  - Planta del teatro latino
  - Plantas de las dos especies de Templos redondos